# فطر الكالوبوليتس كالوبس
يعرف فطر الكالوبوليتس كالوبس عادة بفطر الزان المر أو الفطر القرمزي، وهو فطر من فصيلة البوليطيات التي تتواجد في آسيا وشرق أوروبا وشمال أمريكا، حيث تنمو بكثرة في الغابات الصنوبرية النفضية في فصلي الصيف والخريف، ولها جسم إثمار ممتليء ذو ألوان جذابة، ويتميز الفطر برأس ذي لون يتباين بين البني الفاتح والبني الزيتوني، ويصل طولها إلى 15 سم، كما يتميز بابواغ صفراء وساق بلون مائل للاحمر والتي يصل طولها إلى 15 سم وعرضها 5 سم، وتتصبغ رأسها الصفراء الباهتة باللون الازرق عند كسرها أو خدشها.
كان كريستوفر بيرسون أول من قام بوصف الفطر في عام 1801م، إلا ان علم الوراثة العرقي الجزيئي الحديث اظهر ان الفطر يتصل مباشرة بالنوع النمطي لفطر البولطيس ولذلك يتوجب وضعه في جنس جديد مستقل، وتم تصنيف الكالوبس في عام 2014م واعتبار ك. كالوبس هو النوع النمطي.
ولا يعد فطر ك.كالوبس صالحا للاكل وذلك لطعمه شديد المرارة والذي لا يزول حتى بعد طبخه. ولكن هناك بعض الأقاويل التي تشير إلى انه يؤكل في بعض مناطق شرق أوروبا. وساق ك.كالوبس الحمراء تميزه عن باقي الاصناف الصالحة للاكل مثل فطر البوليط المأكول.

## التصنيف
قام جايكوب كريستيان سكافير بالتعريف بفطر كالوبوليتوس كالوبس في البداية تحت مسمى البوليط الزيتوني في عام 1774م ولكن لم يتم اطلاق هذا المسمى على الفطر لانه قد أطلق على نوع آخر من الفطريات.
وقام جوهان فريدريك جميلن في عام 1792م باستخدام مسمى البوليط الصخري كمرادف له ولكن تم رفضه أيضا، كما قام كريستان هيندريك بيرسون باطلاق مسمى اخر للفطر في عام 1801م  والذي تم اشتقاقه من اليونانية والذي يعني «القدم الجميلة» نسبة لساقه ذات الالوان الزاهية. واشتق أيضا من مسماه في الألمانية وترجمته حرفيا ليصبح بمسمى«الفطر ذوالقدم الجميلة», والجدير بالذكر ان له مسميات شائعة بديلة مثل الفطر القرمزي وفطر الزان المر.
وهناك مرادفات أخرى عبارة عن ثنائيات تسمية نشأت من التحولات الجنسية-الجنس الاحيائي- مثل مسمى «دايكتيبوس» الذي اطلقه لوسين كويليت في عام 1886م ومسمى «توبيبوريس» الذي اطلقه رينيه ماير في عام 1937م، ومسمى «بوليطس فروستوسيس» الذي اعتبر في الاصل كصنف مستقل اطلقه وولي سنيل واسثر ديك في عام 1941م والذي وصف لاحقا كطائفة ب. كالوبس على يد اورسن ك. ميلر ورووي واتلينج في عام 1968م. واطلق كل من ايستاديس ولانووي مسميات الطائفة روفوربرابوس والنوع ايريتيكيوليتس في أوروبا في عام 2001م.
قام رولف سينجر في عام 1986م ضمن تصنيفه التحت جنسي لجنس البوليطس باضافة الفطر ك. كالوبس كالنوع النمطي لقسم الكالوبيس والذي يشمل اجناس تم تمييزها بامتلاكها لاجساد تتباين الوانها بين الابيض والاصفر، وطعمها المر والتلطخات الزرقاء التي تنشأ كرد فعل لدى تعرض جدران الانبوب للخدش.
ويشمل قسم الكالويودس أصناف مثل ك.راديكانس وك.ايدولنس وب. باليدوس. واظهر التحليل الجيني المنشور في عام 2013 ان ك. كالوبيس ومعظم الفطريات ذات المسامات الحمراء تعد جزءا من الفرع الحيوي دوبايني والذي سمي نسبة لبوليطس دوبايني المعروف حاليا برويدوبليطس والذي تم حذفه كليا من المجموعة الاساسية للنوع النمطي ب.اديلوس وما يقاربه من بوليطيات. وهذا يبين الحاجة لوضعه في جنس جديد مستقل. والجدير بالذكر ان ب.كالوبيس قد تم تحويله واعتباره النوع النمطي للجنس الجديد كالوبيتس وذلك على يد عالم الفطريات الإيطالي الفريدو فيريني.

## الوصف

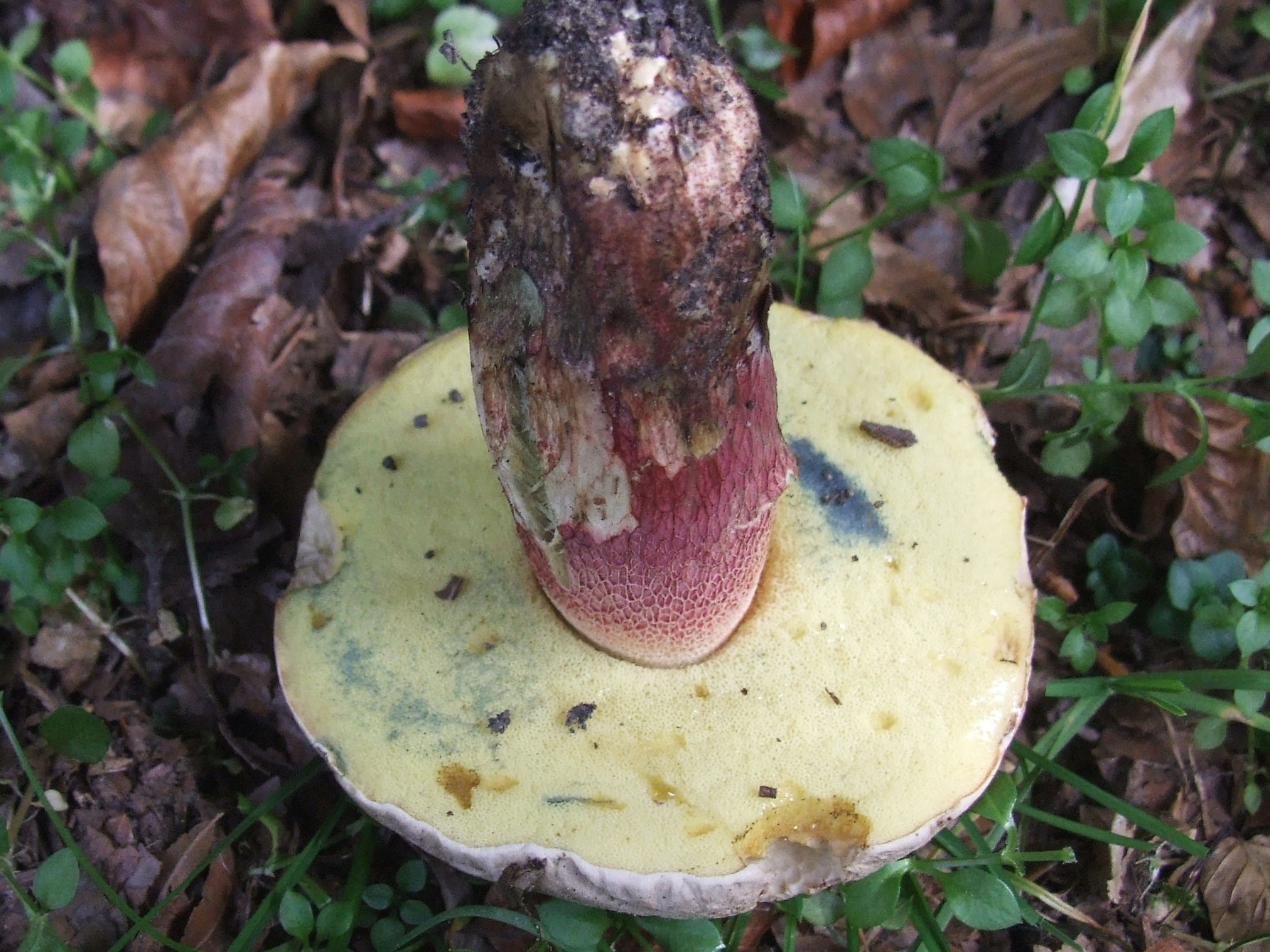
المسامات الصفراء وتحول لونها للازرق عند خدشها.

يصل قطر الفطر إلى 15 سم أو في حالات نادرة إلى 20 سم ويتميز الرأس بلونه البني الفاتح إلى الاخضر الزيتوني ويبدأ بشكل كروي قبل ان يتفتح ويتحول إلى نصف كروي واخيرا إلى شكل محدب. ويتميز سطح الرأس بشعيراته الناعمة الصغيرة وبعض الاحيان يتميز بظهور شقوق عند النضج.
ويتدلى غشاء الرأس من على حدودها ويكون لون سطح المسامات في البداية اصفرا باهتا قبل ان يغمق ويتحول إلى اللون الاصفر الزيتوني عند النضج ويتلطخ باللون الازرق حالما يتعرض للإصابة بجرح أو خدش.
ويوجد في كل مليمتر مساما واحدا إلى مسامين، ويكون شكل تلك المسامات دائريا في البداية ويتحول إلى شكل زاوي عندالنضج.ويصل عمق الانبوب إلى نحو 2 سم.
وتتميز الساق بألوانها الزاهية حيث تكون صفراء من الاعلى ووردية مائلة للاحمر من الاسفل بالإضافة لوجود تشابك باللون القشي بالقرب من النصف العلوي؛ ما يجعل من كامل الساق تبدو باللون المائل للاحمر.
ويقاس طولها من 7 إلى 10 سم وسمكها من 2 إلى 5 سم وتكون الساق عادة بنفس العرض أو تكون أعرض باتجاه القاعدة.
في بعض الاحيان يختفي اللون الاحمر تماما من ساق الفطر الناضج أو الفطر ذي عمر البضعة أيام ويتحول إلى درجات اللون البني المصفر. ويتغير اللون الاصفر الباهت إلى اللون الازرق عند خدشه أو تعرضه للكسر، وينتشر تغير اللون من المنطقة التي تعرضت للخدش.
وقد تفوح من الفطر رائحة قوية تشبه رائحة الحبر تقريبا. ويكون لون الابواغ زيتونيا إلى بني زيتوني، وتكون الابواغ ناعمة وبيضاوية يتراوح حجمها من 13 إلى 19 مايكروميتر طولا ومن 5 إلى 6 مايكروميتر عرضا. وتكون الدعاميات (وهي خلايا تجدد المسامات)عصوية الشكل وهي عبارة عن تجمع اربع مسامات وتقدر بحوالي 30-38 مايكروميتر طولا و9-12 مايكروميتر عرضا. والساسيديا تكون شفافة وعصوية الشكل إلى محورية الشكل وتقدر بحوالي 25-40 مايكروميتر طولا و10-15 مايكروميتر عرضا.
وتتشابه طائفة فروستوسيس تشكليا مع النوع الرئيسي الا ان رأسها يصبح هاليَ الشكل ومميزة بمناطق صغيرة تشكلت بسبب الصدوع والتشققات عند النضج. كما ان ابواغها تكون اصغر قليلا بحوالي 11-15 مايكروميتر طولا و4-5,5 مايكروميتر عرضا.
اما بمقارنتها مع النوع الأوروبي ايرتيكولاتوس حيث يُستبدل التشابك في أعلى الساق بحبيبات حمراء دقيقة في حين ان طائفة روفوربراسس تحمل مسامات حمراء مائلة للوردي بدل التشابك.

## أصناف مشابهة
ان التلون في فطر الكالوبيتس كالوبس منفرد جدا فبرأسه الباهت ومساماته الصفراء وساقه الحمراء تجعله لا يتشابه مع أي صنف من اصناف الفطر الأخرى، ويتشابه الفطر مع عينة من السويليوس الباهتة الكبيرة ورأس روبروبوليطس الشيطاني بنفس اللون، ولكن هذه الاصناف ذات ابواغ حمراء وقد يحدث في حالات قليلة ان تشبه اجسام الاثمار مع فطر «اكسيروكملس كريستن تيرن» ولكن الساق في هذه الاصناف غير متشابكة كما هو الحال في فطر ك.كالوبس.
ولا يوجد في الاصناف القابلة للأكل مثل فطر «ب.أيدولس» سيقان الحمراء، كما يتشابه الفطر بشكل كبير مع الصنف غير الصالح للأكل «ك.راديكان» والذي يفتقر للاحمرار في سيقانه. وكما هو حال فطر ك.كالوبس فان اصناف غربي شمال أمريكا ك.روبريس تكون بذات الطعم المر وذات الالوان والابواغ الصفراء التي تتحول إلى اللون الازرق لدى كشطها الا انه لا يوجد بها نفس التشابك في سيقانها. ووجد في شمالي غربي شمال أمريكا صنف «ب.كوتيفيرارم» والذي يفتقر للالوان الحمراءوالوردية في السيقان الصفراء ذات التشابك وكما يملك رأسا ذا لون اغمق واقرب إلى لون يتباين بين الرمادي الزيتوني والبني الغامق.
وهناك صنفان في شرقي شمال أمريكا وهما ك.انيدولس وك.روزبس واللذان يملكان مظهر قريب من ك.كالوبس الا ان الأول ينتج اجسام اثمار اصغر وبرأس ذي لون ابيض إلى ابيض رمادي، في حين يقترن الاخير بأشجار الشوكران فقط. وصنف ك.فيرموس الذي يتواجد في شرق أمريكا وشرق كندا وكوستاريكا يتميز بلون رأس باهت وساق محمرة الا انه وعلى خلاف ك.كالوبس يحمل ابواغ حمراء ولا يوجد به نفس التشابك في السيقان. والصنف الياباني ك.باتيفورمس يعتبر حديث الاكتشاف -في عام 2013م- ويظهر تشابهه مع ك.كالوبس ولكن يمكن التمييز بينهما شكليا عن طريق رأسه خشن الملمس أو مجهريا عن طريق خلايا التلطخ النشواني في الرأس أو تشكليا عن طريق الكايستيدا المميزة في السيقان.

## انتشارها ومواطن تواجدها
تنمو الاصناف الفطرية النفعية مثل ك.كالوبس في الغابات النفضية والصنوبرية في المناطق المرتفعة منها وخاصة اسفل اشجار الزان والبلوط. وتظهر اجسام الاثمار لهذا الفطر بشكل منفرد أو في مجموعات. وتنمو هذه الاصناف على الاسطح الكلسية من بداية شهر يوليو وحتى شهر ديسمبر في كل من شمالي أوروبا وشمال مناطق شمال غرب الاطلسي وولاية ميتشيغان الأمريكية. ويمتد نطاق تواجدها من شمال أمريكا جنوبا إلى المكسيك. وتعرف طائفة الفروسوسيس من ولاية كاليفورنيا وجبال الروكي في ولاية ايداهو الأمريكية. وفي عام 1968 وبعد مقارنة المجموعة الأوروبية بالمجموعة شمال الأمريكية اقترح ميلر ووالتن ان النوع النموذجي لفطر ك.كالوبس لا يتواجد في الولايات المتحدة. وقام باحثون آخرون بنفس المقارنة والتي قادتهم إلى نتيجة مغايرة وتثبت ان الاصناف قد تم ادراجها في عدة أدلة ميدانية أمريكية. وقد تم رصد الفطر في منطقة البحر الاسود في تركيا، كما تم العثور عليه في اسفل اشجار البوبلس كيلياتا والابيس بندرو في منطقتي راولبندي ونائبا جالي في باكستان، ومقاطعة يونان الصينية وكوريا وتايوان.

## السمية
بالرغم من شكل الفطرالجذاب الانه لا يعتبر صالحا للاكل، وذلك لشدة مرارة طعمه والتي لا تزول حتى بعد طبخه. الا ان هناك أقاويل تفيد ان الفطر يؤكل في مناطق أقصى شرق روسيا واوكرانيا.
يعودالطعم المر للفطر لوجود مركبات الكالويين ومشتقات اللاكتون وأو-اكتلسيلسو أ.
وهذه المركبات تحتوي على عناصر بنيوية تعرف بوحدة ميثيل كاتيكول الثلاثية والتي تعتبر نادرة في النواتج الطبيعية وتم ذكر التركيب الكلي للكالوبين في عام 2013م.
وتتواجد مشتقات حمض البوليفيك في فطر ب.كالوبس وهي: حمض الاترومينك وحمض فيرجياتيك وحمض اكسيروكوميك. وتحبط هذه المركبات انزيم سيتوكروم بي 450 وهو الانزيم الاساسي الذي يدخل في استقلاب الدواء والتنشيط الحيوي. وقد وجدت عدة مركبات أخرى في اجسام الاثمار ومنها: كالوبين بي ومركبات أشباه التريين الاحادي مثل كايكلوبينول وبوليتونيسيس أ وب. ويعد المركبان الاخيران مؤكسين للغاية ولهما نشاط ترسيبي للجزيئات الحرة عندما تكون في أنبوبة المختبر.
وتعد المركبات اوكاتونين الثلاثي (47% من المركبات المتطايرة) واوكتانول الثلاثي (27%) وأوكتبول الثلاثي (15%) والليمونين (3.6%) المركبات المتطايرة الرئيسية التي تعطي اجسام الاثمار رائحتها.

## وصلات خارجية
- فطر الكالوبيتس كالوبس